# Relação bem-fundada
Em matemática, uma relação binária {\textstyle R\subseteq X\times X} é uma relação bem-fundada numa classe X, se e somente se, todo subconjunto não vazio de X, tiver um elemento R-minimal; ou seja, para todo subconjunto não vazio S de X, existe um elemento m de S tal que para todo elemento s de S, o par (s,m) não está em R.
Em outras palavras, todo subconjunto não vazio de X possui um elemento m tal que para todo s, {\displaystyle s\not \in m.} Desta forma, evitamos situações de loop.
Formalizando com a lógica de predicados, temos:
{\displaystyle \forall S\exists m\forall s((S\subseteq X\land S\neq \{\})\rightarrow ((m\in S\land s\in S)\land \neg (s\in m))).}
Isto quando tratamos da relação de pertinência em teorias de conjuntos bem-fundados.
Para uma relação R qualquer, equivalentemente podemos denotar, como o descrito no primeiro parágrafo deste artigo: {\textstyle \forall S\in \wp (X)\setminus \{\emptyset \}}{\textstyle (\exists m\in S(\nexists s\in S(sRm)))}, onde {\textstyle \wp (X)} representa o conjunto (ou classe) das partes de X, caso X o admita (como não é o caso de classes próprias).
Equivalentemente, assumindo uma função de escolha qualquer, uma relação será bem-fundada se e somente se essa relação não contiver cadeia descendente infinitamente enumerável, isto é, se não existir uma sequência x0, x1,... de elementos de X, tal que {\textstyle \forall n\in \mathbb {N} :x_{n+1}Rx_{n}}.
Na teoria das estruturas ordenadas, uma ordem parcial é dita bem-fundada se a ordem estrita correspondente é uma relação bem-fundada. Se a ordem for uma ordem total, então ela é dita bem-ordenada.
Na teoria dos conjuntos, um conjunto ß é dito um conjunto bem-fundado se a relação de pertinência for bem-fundada no fecho transitivo de ß. O axioma da regularidade, o qual é um dos axiomas na teoria dos conjuntos de Zermelo-Fraenkel, afirmando que todos os conjuntos são bem-fundados.

## Algumas definições
- O conjunto vazio é um conjunto bem-fundado;
- Toda coleção de conjuntos bem-fundados, é um conjunto bem-fundado;
- Se todo elemento de x é bem-fundado, então x é bem-fundado;
- Todo elemento de um conjunto bem-fundado é bem-fundado;
- Todo subconjunto de um conjunto bem-fundado é bem-fundado.

Note que para uma estrutura binária finita ser bem-fundada é necessário e suficiente que essa estrutura não tenha loop, ou seja, um conjunto, por exemplo, em que seu subconjunto é ele mesmo.

## Indução e Recursão
Se (X, R) é uma relação binária bem-fundada e P(x) é alguma propriedade dos elementos de X, queremos mostrar que P(x) vale para todos os elementos de X, então é suficiente mostrar que:
Considerando a propriedade P como sendo "olhos claros" e a relação {\displaystyle yRx} significando "y é pai de x".
Se x é um elemento de X e P(y) é verdadeiro para todo y tal que y se relaciona com x ({\displaystyle yRx}), então P(x) deve ser também verdadeiro.
Talvez o significado considerado para a propriedade P e para a relação R não seja tão expressivo para este caso, pois se y for pai de x, não necessariamente x terá olhos claros (como seu pai), mas há significado mais expressivo a ser considerado.
Relações bem-fundadas dão suporte não apenas à indução, mas também a construções de objetos por recursão transfinita. Seja (X, R) uma relação bem-fundada conjuntista e F uma função que determina um objeto F(x, g) para cada {\displaystyle x\in X} e cada função parcial g em X. Então existe uma única função G tal que para cada {\displaystyle x\in X,}
{\displaystyle G(x)=F(x,G\vert _{\{y:y\,R\,x\}}).}
Isto é, se queremos construir uma função G em X, podemos definir G(x) usando os valores de G(y) tais que {\displaystyle yRx.} Como um exemplo, consideremos a relação bem-fundada ({\displaystyle \mathbb {N} ,} S), onde {\displaystyle \mathbb {N} } é o conjunto de todos os números naturais e S é o gráfico da função sucessor x->x+1. Então uma indução sobre S é a   indução matemática usual e a recursão em S se trata da recursão primitiva. Se considerarmos a relação de ordem ({\displaystyle \mathbb {N} ,} <), obtemos a indução completa e a recursão sobre curso de valores. A asserção de que ({\displaystyle \mathbb {N} ,} <) é bem-fundada é também conhecida como princípio da boa ordenação.
Existem outros casos especiais de indução bem-fundada. Quando a relação bem-fundada é ordenação usual  na classe de todos os números ordinais, a técnica é chamada de indução transfinita; quando o conjunto bem-fundado é um conjunto de estruturas de dados recursivamente definidas, a técnica é chamada de indução estrutural (método de demonstração em que a proposição vale para todas as estruturas minimais, e que se valer para as subestruturas de uma determinada estrutura S, então deverá valer para S também). Quando a relação bem-fundada é pertinência de conjuntos na na classe universal, a técnica é conhecida como ∈ - indução.

## Exemplos
Relações bem-fundadas não totalmente ordenadas:
- Os inteiros ({\displaystyle \mathbb {Z} }) positivos {1,2,3...} com a ordem definida por {\displaystyle a<b} se e somente se a divide b e a ≠ b.
- O conjunto de todas as strings finitas sobre um alfabeto fixo, com a ordem definida por {\displaystyle s<t} se e somente se s é uma substring própria de t.
- O conjunto {\displaystyle \mathbb {N} }x{\displaystyle \mathbb {N} } de pares de números naturais, ordenados por (n1,n2)<(m1,m2) se e somente se n1<m1 e n2<m2.
- O conjunto das expressões regulares sobre um alfabeto fixo, com a ordem definida por {\displaystyle s<t} se e somente se s é uma sub-expressão própria de t.
- Qualquer classe cujos elementos são conjuntos, com a relação R definida, tal que {\displaystyle aRb} se e somente se a é um elemento de b (assumindo o axioma da regularidade).
- Os nós de qualquer grafo finito acíclico direcionado com a relação R definida de tal modo que {\displaystyle aRb} se e somente se existe uma aresta de a até b.

## Outras propriedades
Se (X, <) é uma relação bem-fundada e x é um elemento de X, então as cadeias descendentes começando em x são todas finitas, mas isso não significa que seus comprimentos serão necessariamente limitados. Considere o seguinte exemplo. Seja X a união dos inteiros positivos com um novo elemento ω, o qual é maior do que qualquer inteiro. Então X é um conjunto bem-fundado, mas existem cadeias descendentes começando em ω de comprimento (finito) arbitrariamente grande; a cadeia ω, n-1, n-2,... 2,1 tem comprimento n para qualquer n.
O lema de colapso de Mostowski implica que a pertinência entre conjuntos é uma relação bem-fundada universal: para qualquer relação bem-fundada R conjuntista sobre uma classe X, existe uma classe C tal que (X, R) é isomorfo a (C, E).

## Reflexividade
Uma relação R é dita reflexiva se {\displaystyle aRa} é válida para todo a no domínio da relação. Toda relação reflexiva sobre um domínio não vazio tem cadeia descendentes infinitas, porque qualquer seqüência constante é uma cadeia descendente. Por exemplo, para os números naturais com a sua condição de ordem usual ≤, temos 1 ≤ 1 ≤ 1 ≤... . Para evitar estas seqüências descendentes triviais, quando estamos trabalhando com a relação reflexiva R é comum usar,
às vezes implicitamente, a relação alternativa R' definida de tal modo que {\displaystyle aR'b} se apenas se {\displaystyle aRb} e a ≠ b. No contexto dos números naturais isso significa que a relação <, que é bem-fundada, é usada em vez da relação ≤, que não é bem-fundada. Em alguns textos, a definição de uma relação bem-ordenada é uma versão modificada da definição acima, proposta com o intuito de incluir esta convenção.